# منى شعيتو
منى شعيتو هي مبارزة سيف شيش لبنانية أمريكية من أصل لبناني جنوبي ولدت في يوم 12 مايو 1994 في مدينة بيروت عاصمة لبنان، نشأت في تكساس في الولايات المتحدة، مثلت لبنان في دورة الألعاب الأولمبية الصيفية 2012 في لندن وستمثل لبنان أيضاً في دورة الألعاب الأولمبية الصيفية 2016 في ريو دي جانيرو، شقيقها زين شعيتو هو أيضاً مبارز ويمتلكان كلاهما الجنسية الأمريكية مع الجنسية اللبنانية.

## روابط خارجية
- منى شعيتو على موقع الاتحاد الدولي للمبارزة (الإنجليزية)
- منى شعيتو على موقع أوليمبيديا (الإنجليزية)